# Spinotrachelas
Spinotrachelas es un género de arañas araneomorfas de la familia Corinnidae. Se encuentra en Sudáfrica.

## Lista de especies
Según The World Spider Catalog 12.0:
- Spinotrachelas capensis Haddad, 2006
- Spinotrachelas confinis Lyle, 2011
- Spinotrachelas montanus Haddad, Neethling & Lyle, 2011
- Spinotrachelas namaquensis Lyle, 2011
- Spinotrachelas similis Lyle, 2011